# Iris binata
Iris binata là một loài thực vật có hoa trong họ Diên vĩ. Loài này được Schur miêu tả khoa học đầu tiên năm 1860.